# Loxocera monstrata
Loxocera monstrata är en tvåvingeart som beskrevs av Iwasa 1992. Loxocera monstrata ingår i släktet Loxocera och familjen rotflugor. Inga underarter finns listade i Catalogue of Life.